# Hydroksowęglan ołowiu(II)
Hydroksowęglan ołowiu(II) (zasadowy węglan ołowiu(II), biel ołowiana), 2PbCO
3·Pb(OH)
2 – nieorganiczny związek chemiczny z grupy węglanów, hydroksosól ołowiu na II stopniu utlenienia i kwasu węglowego.
W temperaturze pokojowej jest to biała substancja krystaliczna, nierozpuszczalna w wodzie. Stosowany był jako pigment do białych farb kryjących. Odchodzi się od jego stosowania ze względu na jego toksyczność.